# Saint-Aubin-Épinay
Saint-Aubin-Épinay település Franciaországban, Seine-Maritime megyében. Lakosainak száma 1016 fő (2022. január 1.). Saint-Aubin-Épinay Bois-d’Ennebourg, Le Mesnil-Esnard, Montmain, Franqueville-Saint-Pierre, Saint-Jacques-sur-Darnétal és Saint-Léger-du-Bourg-Denis községekkel határos.

## Népesség
A település népessége az elmúlt években az alábbi módon változott:
| Lakosok száma | 1019 | 1033 | 1053 | 1033 | 1028 | 1024 | 1020 | 1019 | 1016 |
|               | 2013 | 2015 | 2016 | 2017 | 2018 | 2019 | 2020 | 2021 | 2022 |